# Augustus Saint-Gaudens
Augustus Saint-Gaudens (ur. 1 marca 1848 w Dublinie, zm. 3 sierpnia 1907 w Cornish, stan New Hampshire) – amerykański rzeźbiarz pochodzenia irlandzkiego, przedstawiciel neoklasycyzmu w sztuce amerykańskiej, a zwłaszcza nurtu reprezentującego tradycję École des Beaux-Arts w Paryżu. Najbardziej znany z monumentalnych pomników przedstawiających wybitne postacie z historii Stanów Zjednoczonych, jak prezydent Abraham Lincoln, generał William Sherman czy admirał United States Navy David Farragut. Zaprojektował jedną z najsłynniejszych amerykańskich złotych monet, Double Eagle. Był też uznanym pedagogiem, wychowawcą całego pokolenia artystów amerykańskich kontynuujących tradycję École des Beaux-Arts.
Członek stowarzyszony (1888) i członek pełnoprawny National Academy of Design (1889). Założyciel National Culture Society (1893) i American Academy w Rzymie (1897).

## Życiorys

### Młodość
Augustus Louis Saint-Gaudens przyszedł na świat 1 marca 1848 roku w Dublinie w Irlandii jako syn Bernarda Paula Ernesta Saint-Gaudensa, szewca urodzonego we Francji i Mary McGuiness, rodowitej Irlandki. Rodzina wyemigrowała do Stanów Zjednoczonych jesienią 1848 roku, zatrzymując się najpierw w Bostonie, by wkrótce przenieść się do Nowego Jorku. Po urodzeniu drugiego syna Louisa rodzice zaprzestali używania drugiego imienia Augustusa. Augustus uczęszczał do szkół publicznych w Nowym Jorku, a w wieku trzynastu lat został oddany przez ojca do nauki zawodu u Louisa Aveta, rzeźbiarza w kamei. Wytwarzał on przeznaczone dla mężczyzn broszki do szalików, mające kształt psich, końskich i lwich głów. Augustus pracował po 10 godzin dziennie, początkowo polerując podstawy gotowych wyrobów swego chlebodawcy, a w późniejszym okresie wykonując samodzielnie kolorowe portrety z kamei, osadzone na muszlach. Zajęcie to stało się dla niego impulsem do wybrania kariery rzeźbiarza. Uczęszczał również na zajęcia w szkole artystycznej Cooper Institute oraz na wieczorowe kursy rysunku w National Academy of Design. Lata 60. były jednocześnie czasem szalejącej secesyjnej. Saint-Gaudens był swiadkiem, jak pułki mężczyzn maszerowały na wojnę śpiewając popularną piosenkę marszową „Ciało Johna Browna” (ang. „John Brown’s Body), widział Ulyssesa Granta i Prezydenta Lincolna, którego wysoki wzrost wprawił go w zdumienie. Widział też rannych powracających z wojny oraz trumnę ze zwłokami Lincolna wystawioną na widok publiczny w nowojorskim ratuszu. Obrazy pozostały mu w pamięci na całe życie i przełożyły się na siedem rzeźb, stworzonych dla upamiętnienia wojny domowej. Zarazem okropności tej wojny miały uczynić go pacyfistą. W 1867 roku ojciec zaproponował mu wyjazd do Paryża w celu odwiedzenia wystawy światowej.

### Pobyt w Paryżu i Rzymie

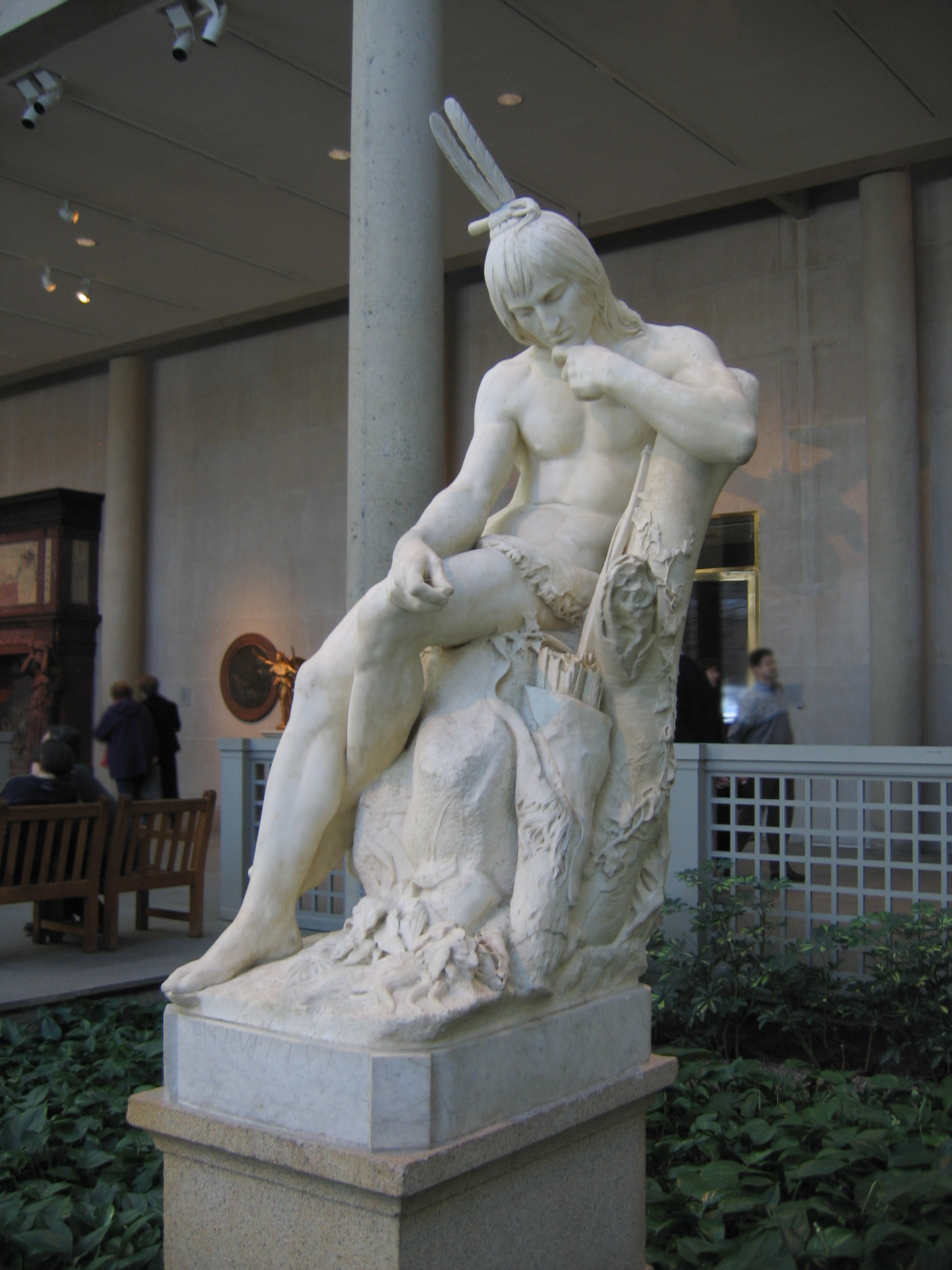
Hiawatha, 1874–1875, Metropolitan Museum of Art

Przybywając w ówczesnej stolicy światowej sztuki przyszły rzeźbiarz w oczekiwaniu na przyjęcie do École des Beaux-Arts rozpoczął naukę w Petite École, pracując w godzinach popołudniowych pracował jako rzeźbiarz kamei. Rok później został przyjęty do pracowni François Jouffroy, co było niezbędnym warunkiem do rozpoczęcia nauki w École des Beaux-Arts, w której Jouffroy był jednym z najwybitniejszych wykładowców. Saint-Gaudens studiował oprócz zagadnień technicznych również architekturę, geometrię wykreślną, perspektywę, historię i anatomię. Edukację ułatwiła mu biegła znajomość języka francuskiego. Trzy lata spędzone przez niego w Paryżu zbiegły się z ostatnimi latami istnienia II Cesarstwa, cechującymi się intensywną rozbudową Paryża, prowadzoną pod kierunkiem Georges’a Haussmanna i pod auspicjami Napoleona III. Działalność Haussmanna zmieniła oblicze miasta i wywarła decydujący wpływ na karierę Saint-Gaudensa. W 1870 roku, w związku z wybuchem wojny francusko-pruskiej, przyszły artysta postanowił wyjechać do Rzymu. Nie licząc sezonu 1872–1873 spędził tam najbliższe pięć lat zajmując się głównie rzeźbieniem kamei i kopiowaniem rzeźb na zamówienie cudzoziemców. Stworzył wówczas też swoje pierwsze dzieła, jak posąg Hiawathy (1872, w marmurze 1874–1875) czy Ciszę (1874, marmur), zrealizowaną dla nowej loży masońskiej przy Twenty-third Street w Nowym Jorku (obecnie w Tomkins Memorial Chapel w Utice). W tym samym czasie spotkał swoją przyszłą żonę, Augustę Fisher Homer, malarkę, która miała stać się towarzyszką jego życia aż do śmierci oraz opiekunką spuścizny po nim. Saint-Gaudens zakochał się w niej, jednak ich związek był na początku niejasny. Saint-Gaudens, potomek francuskiego ojca i irlandzkiej matki, był katolikiem, natomiast Augusta pochodziła z rodu o tradycji kalwińskiej. Ostatecznie jednak udało jej się przezwyciężyć sprzeciw rodziców twierdzeniem, iż jej wybranek nie jest ani Francuzem ani Irlandczykiem, lecz Amerykaninem. Ze swojej strony Saint-Gaudens nie prosił o rękę Augusty, dopóki nie otrzymał takiego zamówienia, które zapewniłoby wystarczająco dużo pieniędzy dla utrzymanie siebie i przyszłej żony.

### Powrót do Ameryki

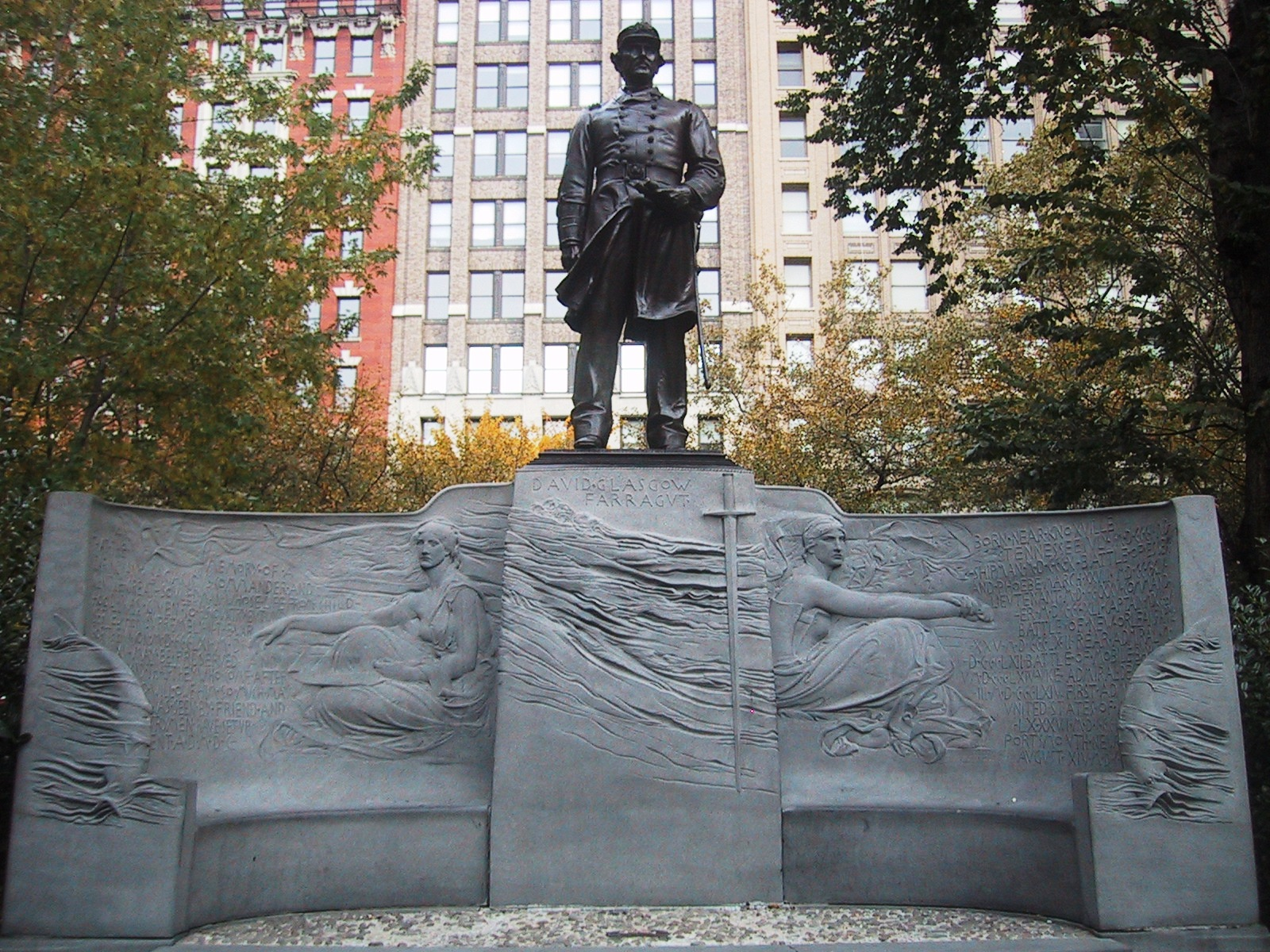
Admiral David Glasgow Farragut – pomnik Davida Farraguta (autor cokołu Stanford White), 1881, Madison Square, Manhattan

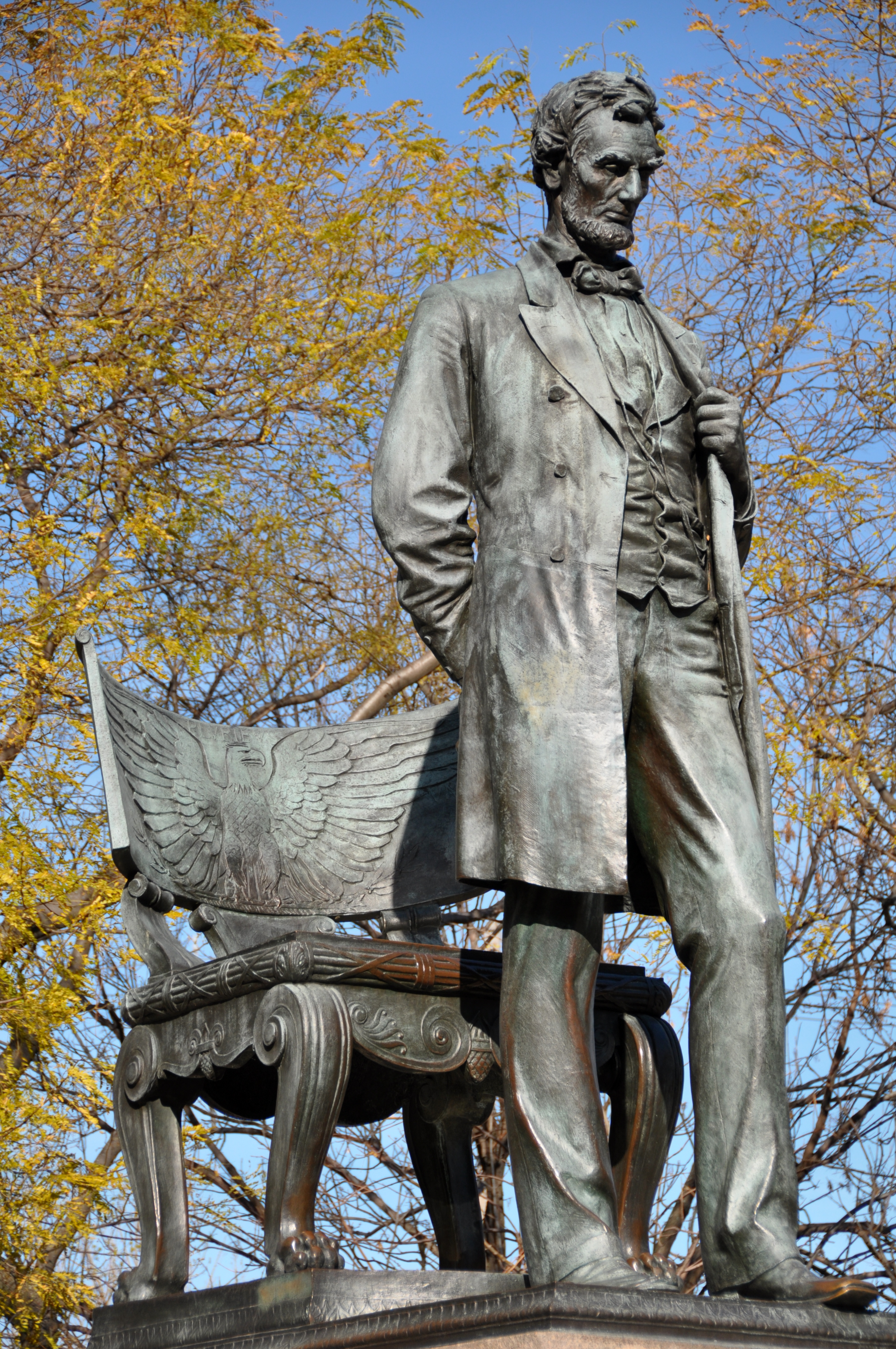
Abraham Lincoln: The Man, 1887 – pomnik Lincolna w Lincoln Park w Chicago

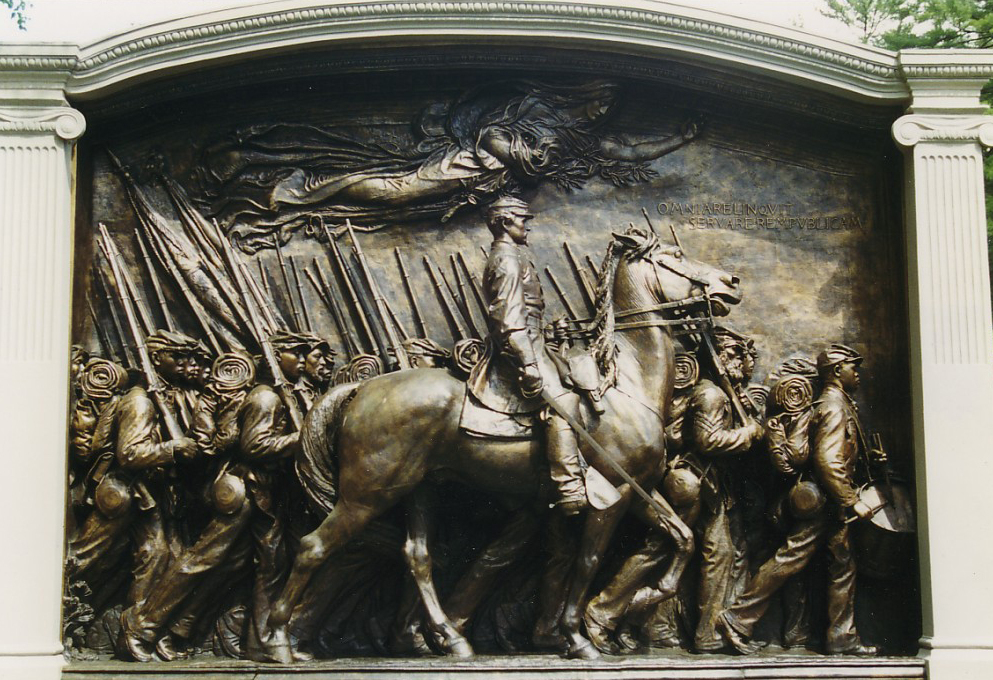
Robert Gould Shaw Memorial, 1884–1897, Boston

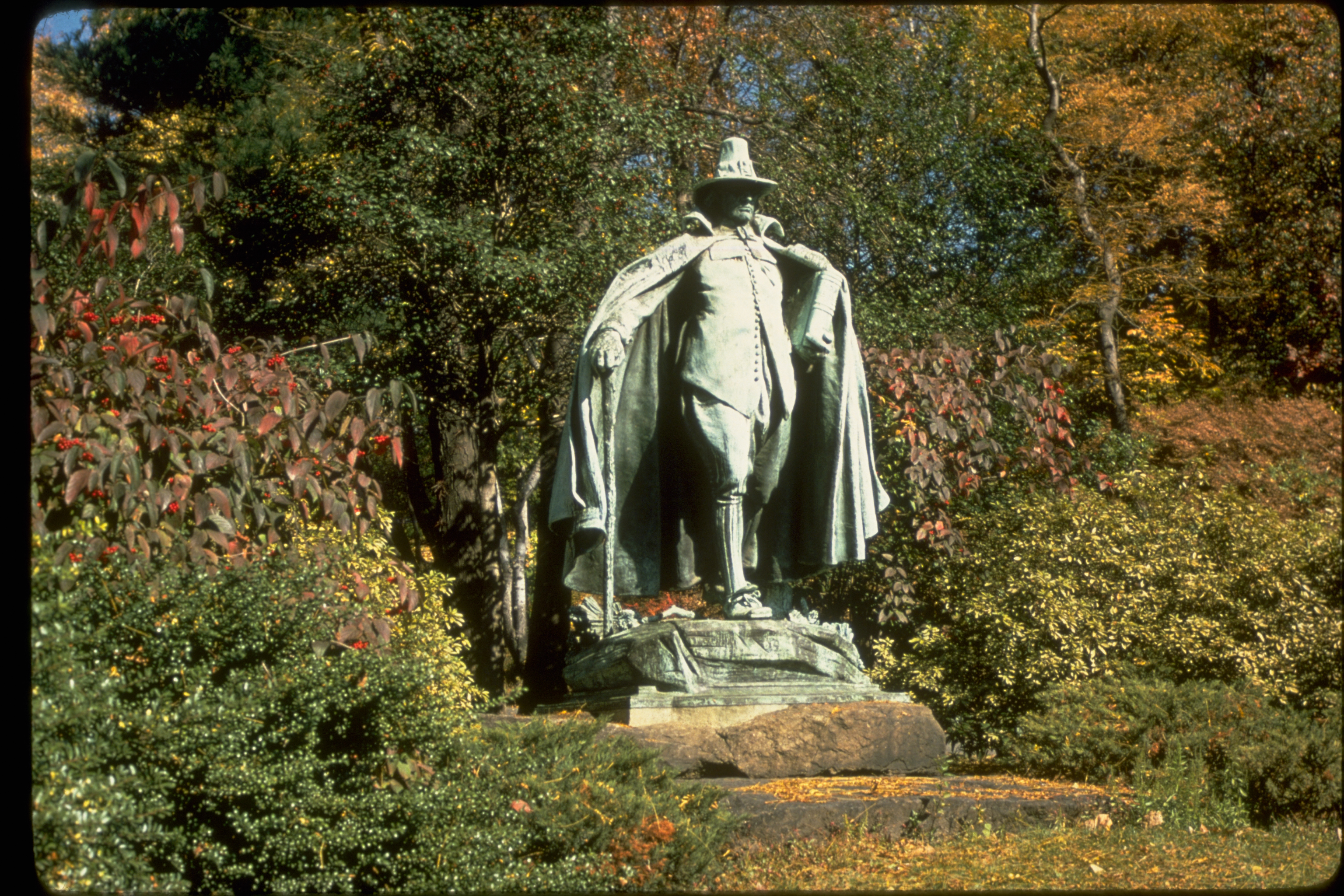
Purytanin, Saint-Gaudens National Historic Site

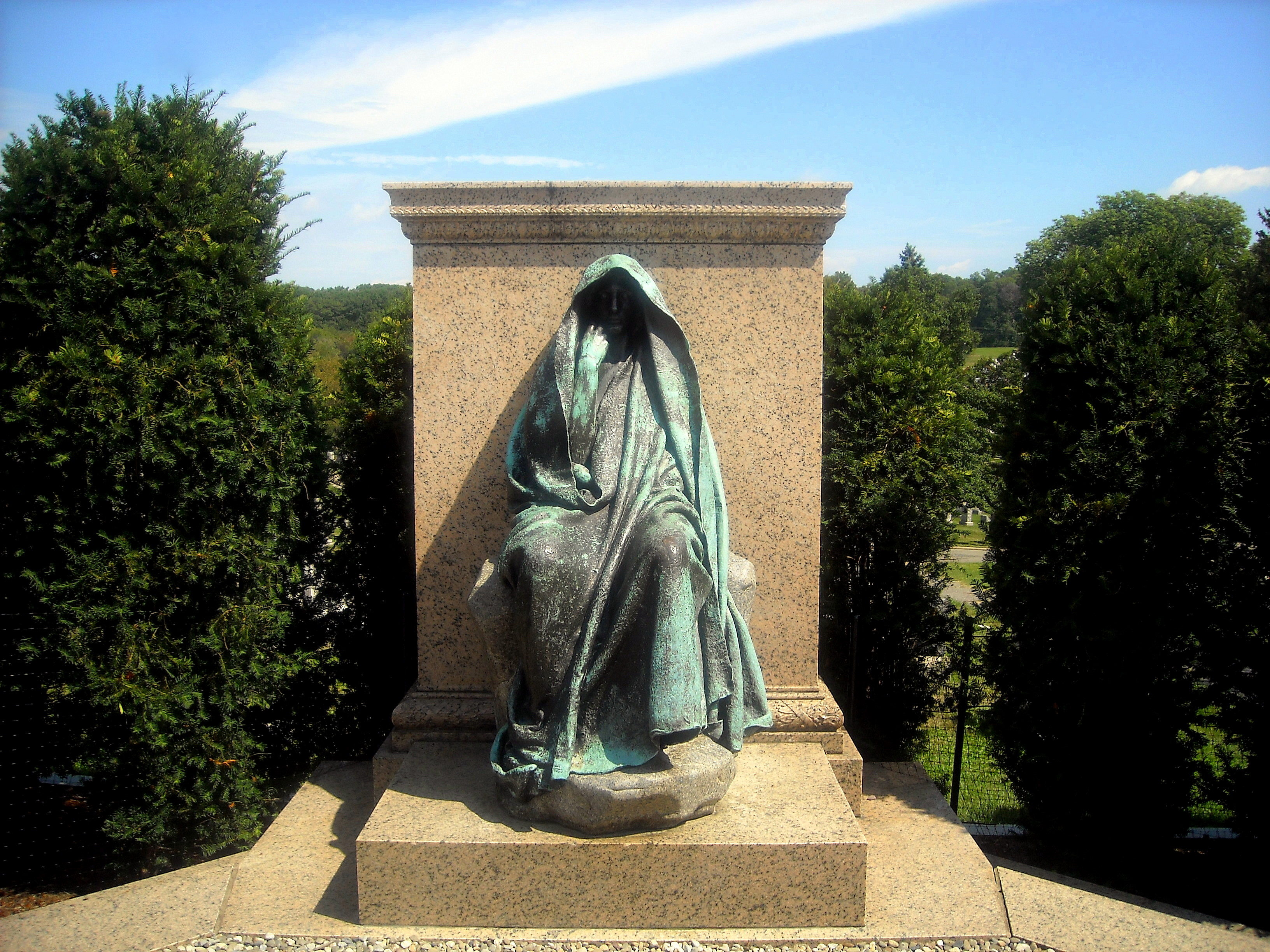
Adams Memorial, 1891, Rock Creek Cemetery, Waszyngton

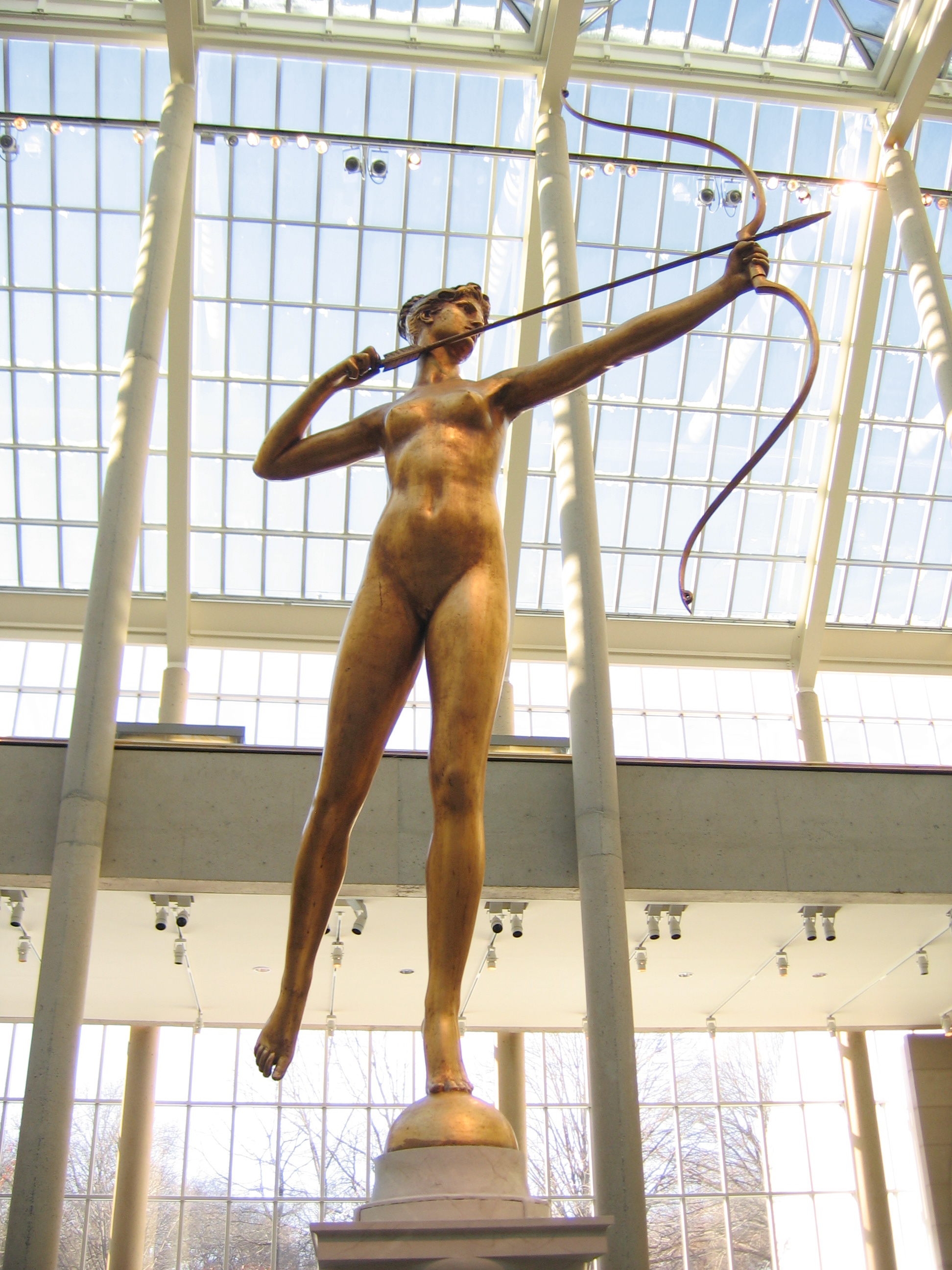
Diana, 1892–1893, odlew z 1928. Metropolitan Museum of Art

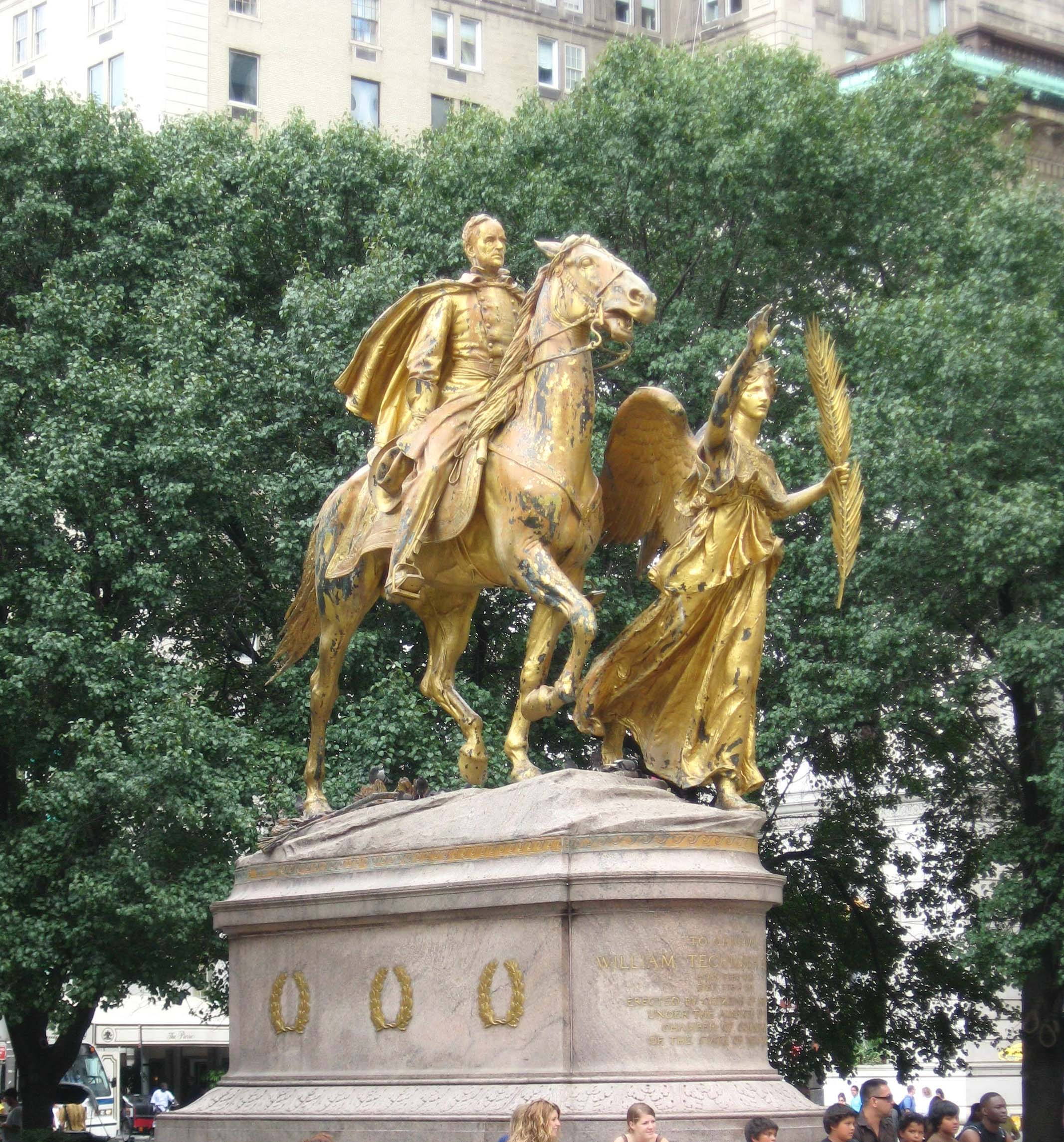
Pomnik Williama Shermana, 1902, Grand Army Plaza, Manhattan

Wczesną wiosną 1875 roku, po śmierci matki, Saint-Gaudens powrócił do Nowego Jorku. Po powrocie spotkał malarza Johna La Farge’a i architektów, Stanforda White’a i Charlesa McKima. Wspólnie z nimi miał zrealizować szereg projektów, wśród których były: wyposażenie kościoła św. Trójcy i biblioteki publicznej w Bostonie oraz stworzenie tzw. „White City” na Columbian Exposition Chicago. W 1875 roku pracował dla Tiffany Studios, wziął też po raz pierwszy udział w dorocznej wystawie National Academy of Design.
Poszukał zleceń, aby móc się ożenić. Ostatecznie z rekomendacji rzeźbiarza Johna Quincy’ego Adamsa Warda otrzymał zlecenie na wykonanie pomnika Davida Farraguta, pierwszego admirała marynarki wojennej USA. Dzięki umowie na wykonanie tego pomnika oraz innym zleceniom mógł przekonać rodziców Augusty Homer, że będzie w stanie utrzymać ich córkę. W 1877 roku, w jedenaście dni po podpisaniu umowy na wykonanie pomnika Farraguta, Saint-Gaudens i Augusta Homer pobrali się i wyjechali do Paryża. Prace nad pomnikiem Farraguta Saint-Gaudens rozpoczął w 1878 roku. Inspiracją stał się dla niego nadnaturalnej wielkości posąg św. Jerzego dłuta włoskiego rzeźbiarza epoki renesansu, Donatello, który Saint-Gaudens oglądał we Florencji i który wrył mu się w pamięć. Posąg admirała, mierzący około 187 cm wysokości, przedstawia go jako kroczącą naprzód postać, z prawą nogą wysuniętą do przodu. Na nogach widnieją wydatne, długie na 35 cm buty. Wisząca u lewego boku szabla oraz trzymana w lewej ręce lornetka również mają proporcje na miarę bohatera. Projekt cokołu wykonał architekt Stanford White, który po powrocie do Nowego Jorku założył firmę architektoniczną McKim, Mead & White. Tymczasem w 1880 roku w Salonie Saint-Gaudens wystawił gipsowy odlew pomnika Farraguta roku oraz reliefowe medaliony swoich przyjaciół, w tym malarza Francisa Davisa Milleta. Po wykonaniu przez Adolphe’a Grueta odlewu pomnika Farraguta w brązie w 1880 roku Saint-Gaudens z żoną wyjechał do Ameryki. Zatrzymał się najpierw domu rodziców w Bostonie oczekując narodzin pierwszego dziecka, po czym wyjechał do Nowego Jorku, aby, między innymi, sfinalizować ustalenia dotyczące montażu pomnika Farraguta. Jesienią 1880, po urodzeniu syna, Homera, żona i syn przyjechali do Saint-Gaudensa, do Nowym Jorku. Pomnik Farragut został odsłonięty 25 maja 1881 roku w nowojorskim Madison Square Park. Wydarzenie to stało się impulsem dla wielu artystów i krytyków, uważających ten pomnik za początek amerykańskiego renesansu (American Renaissance). Dynamiczny, wykonany z brązu posąg generała został ustawiony w kamiennej eksedrze wraz z postaciami symbolizującymi lojalność i odwagę. W ich wykonaniu współdziałał brat artysty, Louis, który również został rzeźbiarzem. Całość została umieszczona na trawniku, pośród drzew, krzewów po zachodniej stronie Madison Square. Pomnik ten okazał ważnym etapem w karierze Saint-Gaudensa, który wkrótce otrzymał trzy znaczące zlecenia na wykonanie pomników bohaterów wojny secesyjnej: Abrahama Lincolna (1887, Lincoln Park, Chicago), pomnika ku czci Roberta Goulda Shawa, upamiętniającego 54 Ochotniczy Pułk Piechoty Massachusetts (1897, Boston Common) oraz na pomnika generała Johna A. Logana (1897, Michigan Avenue, Chicago).
Inne ważne pomniki stworzone wspólnie przez Saint-Gaudensa i White’a to Purytanin, Diana i pomnik Marian Hooper Adams. Zleceniodawcą Purytanina (1887, Springfield, Massachusetts) był Chester W. Chapin, prezes Boston and Albany Railroad i przyjaciel artysty. Chciał on w ten sposób uczcić pamięć swego przodka, Deacona Samuela Chapina, jednego z założycieli Springfield. Dianę z kolei zamówił Stanford White. Pomnik ten, powstały w latach 1891–1893, znajdujący się obecnie w zbiorach Philadelphia Museum of Art miał stanowić dekorację Madison Square Garden. Pierwotnie pozłacana, naga figura wzbudziła skandalizujące komentarze, ale ostatecznie została uznana przez mieszkańców Nowego Jorku jako znak rozpoznawczy miejsca, w którym została umieszczona. Jedną z modelek Diany była Davida J. Clark, która została kochanką rzeźbiarza. Oboje doczekali się syna, który pozował do rzeźby Noby (1892, Saint-Gaudens National Historic Site). Historyk i potomek dwóch prezydentów, Henry Adams, zlecił Saint-Gaudensowi wykonanie pomnika dla uczczenia pamięci swojej żony, Marian Hooper Adams, zmarłej w grudniu 1886 roku (1886–1891, Rock Creek Cemetery, Waszyngton).
Kolejnym dziełem, wykonanym tym razem wspólnie przez Saint-Gaudensa i McKima, był wykonany z brązu i pozłocony, posadowiony na granitowym postumencie pomnik konny Generał Sherman wiedziony przez Victorię, będący ostatnim wielkim dokonaniem artysty. Zleceniodawcą monumentu zmarłego w 1891 roku generała Williama Shermana była Izba Gospodarcza stanu Nowy Jork oraz mieszkańcy miasta. Wybór Saint- Gaudensa na wykonawcę dzieła był osobistym życzeniem generała, który w 1887 roku pozował mu do swego popiersia. Pomnik ustawiono w 1903 roku w dzień Memorial Day na rogu Piątej Alei, ale później, w związku z budową stacji metra, przeniesiono go nieco na północ. W swym artykule z 31 maja 1903 roku dziennik New-York Tribune postawił pomnik generała w rzędzie największych posągów konnych wszystkich czasów.

### Przyjazd do Cornish
W 1885 roku Augustus Saint-Gaudens przyjechał po raz pierwszy do Cornish, gdzie od swojego przyjaciela, prawnika Charlesa C. Beamana wynajął na lato stary zajazd. Dostosował go do swoich potrzeb przebudowując stodołę na pracownię rzeźbiarską. Ponieważ polubił to miejsce, w 1892 roku zdecydował się na jego kupno. Od tego czasu przyjeżdżał tu każdego lata z rodziną, by od 1900 roku zamieszkać tu na stałe. Posiadłości nadał nazwę Aspet, na cześć miejscowości o tej samej nazwie we Francji, w której urodził się jego ojciec.

### Choroba i ostatnie lata życia

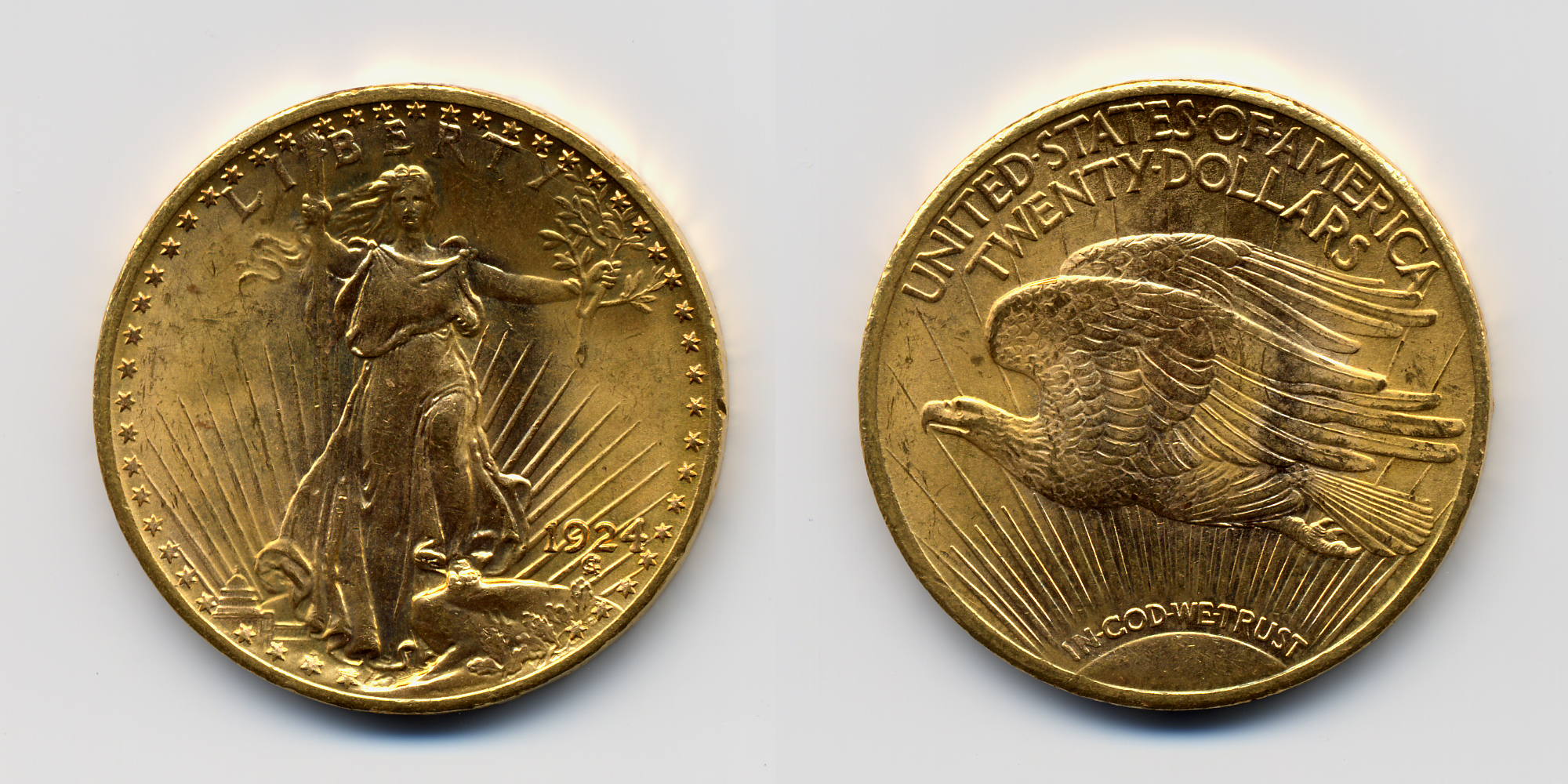
Saint-Gaudens Double Eagle – złota moneta o nominale 20 dolarów

W 1900 roku, po zdiagnozowaniu raka, Saint-Gaudens niezwłocznie powrócił z Paryża do Nowego Jorku. Niemniej jednak nadal pracował i wystawiał, aż do swojej śmierci w 1907 roku. W tym czasie ugruntował swoją międzynarodową pozycję jako czołowy amerykański rzeźbiarz swojej epoki. W 1905 roku otrzymał od prezydenta Theodore’a Roosevelta zamówienie na powtórne wykonanie projektu złotych monet o nominale 10 i 20 dolarów; ta ostatnia stała się przypuszczalnie najbardziej inspirującym przykładem w historii amerykańskiej numizmatyki. Nawiązując do największych starożytnych cywilizacji świata miała też symbolizować amerykańską potęgę. Na jej awersie znalazła się Libertas – rzymska personifikacja wolności, ukazana jako kobieta trzymająca w lewej ręce gałązkę oliwną – symbol zwycięstwa, zaś w prawej pochodnię – symbol nieśmiertelności i szczęścia. Na jej rewersie znalazł się lecący orzeł, ukazany na tle wschodzącego słońca. Artysta dokończył prace nad projektem monety tuż przed śmiercią.
Po śmierci artysty 3 sierpnia 1907 roku żona Augusta i syn Homer nadal przyjeżdżali latem do Aspet. W 1919 roku utworzyli oni Saint-Gaudens Memorial, fundację której celem było zachowanie posiadłości jako miejsca o znaczeniu historycznym. W 1965 roku Saint-Gaudens Memorial został przekazany w darze amerykańskiemu Zarządowi Parków Narodowych (National Park Service) i obecnie znany jest jako Saint-Gaudens National Historic Site.

### Znaczek pocztowy z wizerunkiem artysty

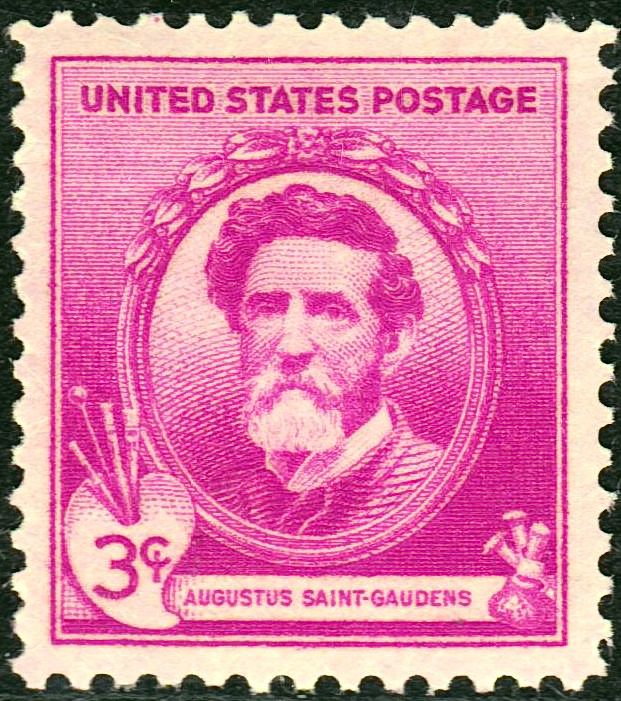
Augustus Saint-Gaudens

W 1940 roku amerykański Departament Poczty (Post Office Department) wydał siedem grup znaczków pamiątkowych z serii Famous American Artists, które wywołały duże zainteresowanie kolekcjonowaniem znaczków w całym kraju. Pierwsza z siedmiu wydanych serii, wydana na przełomie stycznia i lutego, obejmowała pięć znaczków poświęconych pisarzom. Augustus Saint-Gaudens znalazł się w grupie pięciu artystów, obok takich postaci jak Gilbert Charles Stuart, James McNeill Whistler, Daniel Chester French i Frederic Sackrider Remington. Znaczek z jego podobizną, o nominale 3 centów, wydano 16 września 1940 roku. W uzasadnieniu decyzji o jego wyborze do serii wskazano na jego dorobek artystyczny, w tym na pomniki sławnych postaci, takich jak Lincoln, Sherman i Farragut oraz na Adams Memorial na Rock Creek Cemetery w Waszyngtonie.

## Twórczość
W czasie swojej działalności artystycznej Saint-Gaudens stworzył blisko 150 dzieł, w tym dużą liczbę pomników poświęconych bohaterom wojny secesyjnej. Główne pomniki Augustusa Saint-Gaudensa miały kluczowe dla usamodzielnienia się sztuki amerykańskiej i uwolnienia się jej od wzorców europejskich. Były one unikalne jeśli chodzi wyrażanie amerykańskich symboli i ideałów, a zarazem wykazywały opanowanie przez ich twórcę techniki europejskiej. W ostatnich dwóch dekadach XIX wieku Saint-Gaudens, White i McKim współpracowali w utworzeniu ośmiu głównych środowisk artystycznych, które na zawsze zmieniły rozwój sztuki w Ameryce. Działali oni w czasach, w których artyści amerykańscy nie musieli już podróżować do Europy w celach edukacyjnych. Chociaż studiowali oni nadal za granicą, to kształcenie amerykańskie uznawane było na równi z jego europejskim odpowiednikiem. Saint-Gaudens był również pierwszym mistrzem Ameryki w portrecie reliefowym. W momencie, kiedy rzeźbił popiersie Shermana, stworzył też pierwszy ze swych reliefowych portretów Roberta Louisa Stevensona (1887–1888). Reliefowe portrety przyjaciół i znajomych stawały się coraz ważniejsze w niego twórczości. Podczas swojej pierwszej podróży do Europy przyswoił sobie estetykę płaskorzeźb renesansowych, na podstawie których od czasu do czasu wykonywał odlewy podczas swojego pobytu w Rzymie. Reliefy Saint-Gaudensa wywarły głęboki wpływ na jego uczniów i naśladowców. W 1898 roku artysta wystawił piętnaście swoich prac na Exposition Nationale des Beaux-Arts; znalazły się wśród nich: Amor Caritas, popiersie Shermana, portret w formie tondo Roberta Louisa Stevensona i trzecia wersja Shaw Memorial, stanowiąca niezwykłe połączenie reliefu i rzeźby trójwymiarowej. Prace Saint-Gaudensa zostały dobrze przyjęte, a kilka z nich, w tym Amor Caritas, zakupił dyrektor Musée du Luxembourg. Saint-Gaudens został odznaczony orderem Legii Honorowej. Doceniony w kraju i za granicą zyskał międzynarodową sławę jako wybitny amerykański rzeźbiarz XIX wieku. Przeszedł też do historii jako jeden z najbardziej cenionych pedagogów spośród swoich współczesnych. Wykładał w Art Students League w Nowym Jorku aż do wyjazdu do Paryża w 1897 roku. Zatrudniał wielu swoich uczniów w swoich pracowniach w Nowym Jorku i w Cornish.
W ciągu trzech dekad swojej niezwyklej kariery artystycznej Saint-Gaudens zmienił kierunek rozwoju amerykańskiej rzeźby od przestarzałej, neoklasycystycznej estetyki do tętniącego życiem, naturalistycznego stylu, promując jednocześnie narodową koncepcję amerykańskiej szkoły rzeźby. Jego wkład do amerykańskiej kultury i amerykańskiego renesansu musi być mierzony nie tylko jego działalnością artystyczną jako mistrzowskiego twórcy rzeźb dużych i małych, realizowanych na zamówienie prywatne czy publiczne, ale także jego działalnością pedagogiczną, pozycją arbitra gustu i bycia wzorem do naśladowania przez następną generację amerykańskich rzeźbiarzy, mających francuskie wykształcenie.

## Znaczenie
Pozycja Saint-Gaudensa ewoluowała z upływem czasu i pod wpływem zmieniających się gustów artystycznych. Po publikacji wspomnień Reminiscences of Augustus Saint-Gaudens, wydanych przez jego syna Homera w 1913 roku, zainteresowanie jego rzeźbiarskim dorobkiem zdawało się zanikać. Było to po części spowodowane nowymi trendami, które zaczęły dominować w amerykańskim malarstwie i rzeźbie. Przełamanie tego trendu nastąpiło w 1948 roku, gdy z okazji 100. rocznicy urodzin artysty zorganizowano wystawę jego prac w Century Club w Nowym Jorku oraz w 1969 roku, kiedy miała miejsce wystawa jego reliefów, zorganizowana przez Smithsonian Institution oraz wydanie jego biografii przez Louise Hall Tharp.